# Theil-Rabier
Theil-Rabier é uma comuna francesa na região administrativa da Nova Aquitânia, no departamento de Charente. Estende-se por uma área de 7,43 km². Em 2010 a comuna tinha 169 habitantes (densidade: 22,7 hab./km²).